# Ivan Domingues
Pour les articles homonymes, voir Santiago Ramos et Ramos.
Ivan Domingues, né le 5 mai 2006 à Leiria, est un pilote automobile portugais. Il participe au championnat de Formule 3 FIA 2025 avec Van Amersfoort Racing. Il a également participé au championnat d'Europe de Formule Régionale 2024.

## Carrière

### Formule 4

#### 2022

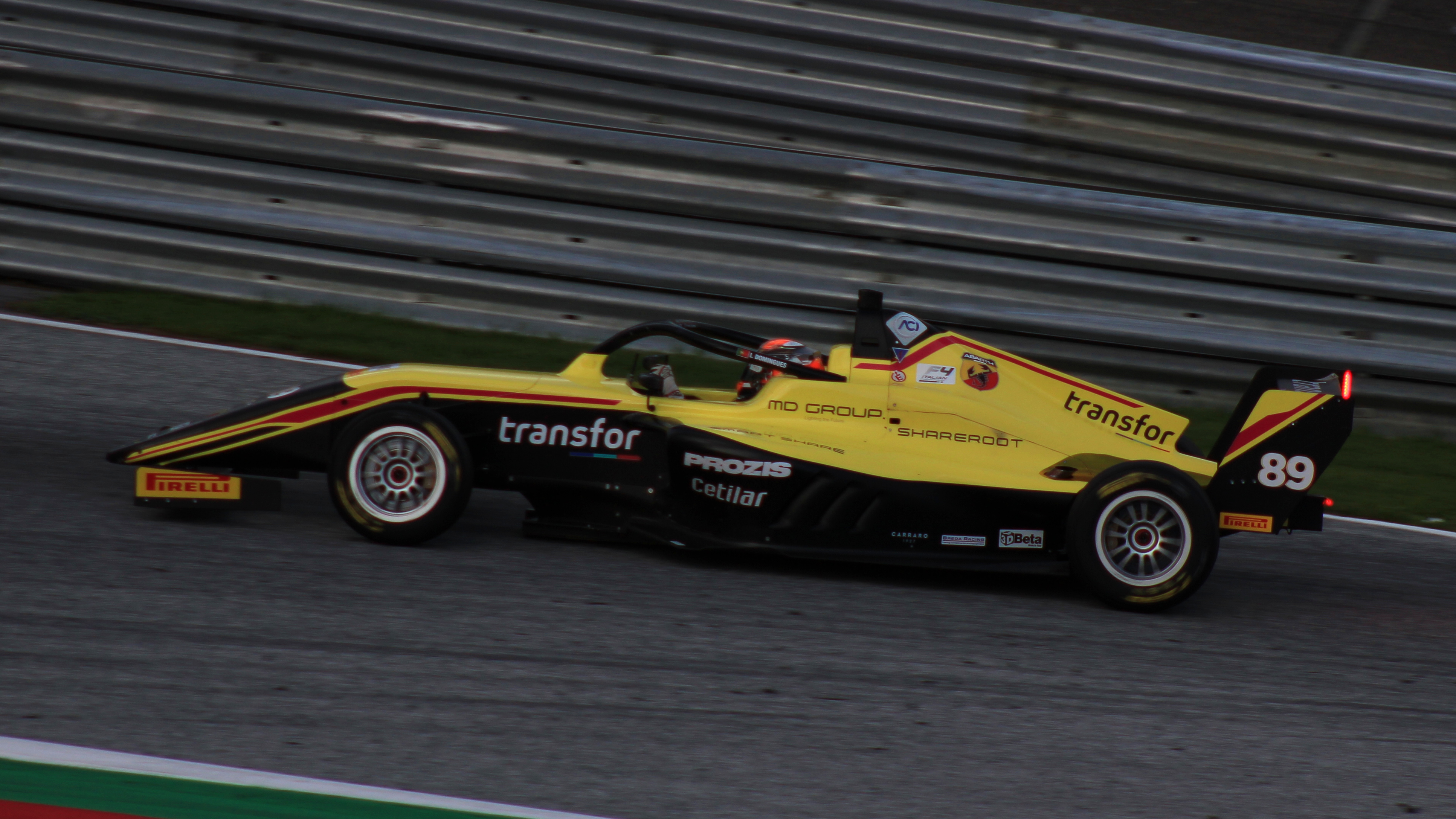
Ivan Domingues au Red Bull Ring, en Formule 4 italienne en 2022.

Début 2022, Domingues fait ses débuts en monoplace avec Xcel Motorsport dans le championnat des Émirats arabes unis de Formule 4. Après deux manches sans points, Domingues marque ses premiers points lors de la deuxième manche de l'autodrome de Dubaï. Lors de la quatrième manche, le Portugais obtient sa première pole position. Il termine troisième et monte à nouveau sur le podium lors de la finale de la saison, à Yas Marina. Il se classe 16e place du championnat, à neuf points de son coéquipier Jamie Day.
Après cette campagne, il rejoint Maya Weug chez Iron Lynx en Formule 4 italienne,. Il décroche la pole position sur piste humide lors de l'épreuve d'ouverture à Imola. Il termine 15e du championnat avec 21 points.

#### 2023

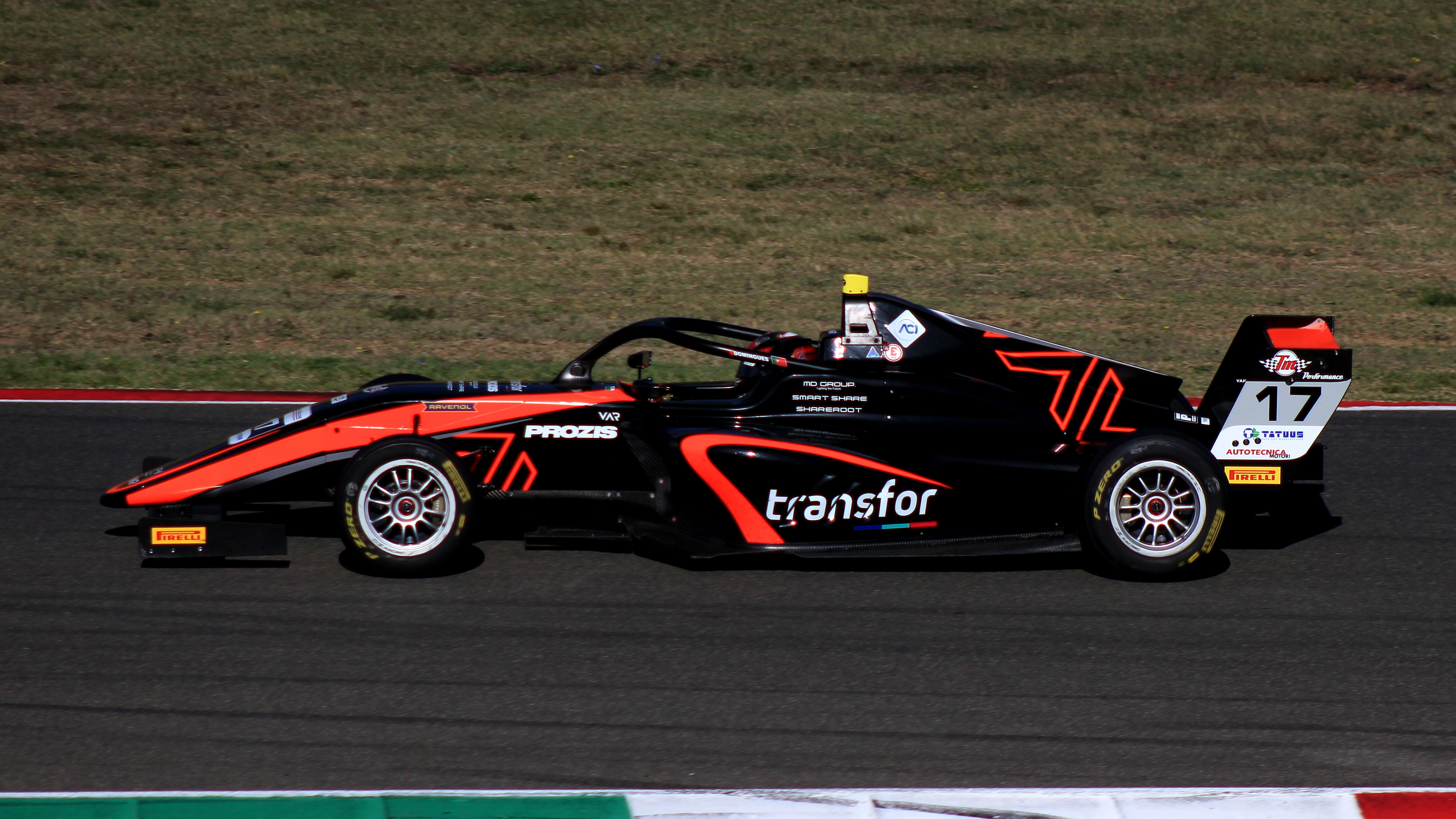
Ivan Domingues au Mugello, en Formule 4 italienne en 2023.

Domingues reste dans le championnat pour la saison 2023, rejoignant Van Amersfoort Racing. Le natif de Leiria n'obtient qu'un seul podium, lors de la troisième course de la manche d'ouverture à Imola. Il termine à plusieurs reprises dans les points et se classe 11e du championnat avec 56 points.
Il participe également au nouveau Championnat d'Euro 4, toujours avec Van Amersfoort. Il termine à trois reprises dans les points (une fois au Mugello et deux fois à Monza) et se classe 11e du championnat avec 28 points.

### Formule Régionale

#### 2023
Domingues fait ses débuts en Formule Régionale en 2023, en participant au championnat d'Europe de Formule Régionale pour les deux dernières manches avec Van Amersfoort Racing, en tant que pilote invité.

#### 2024

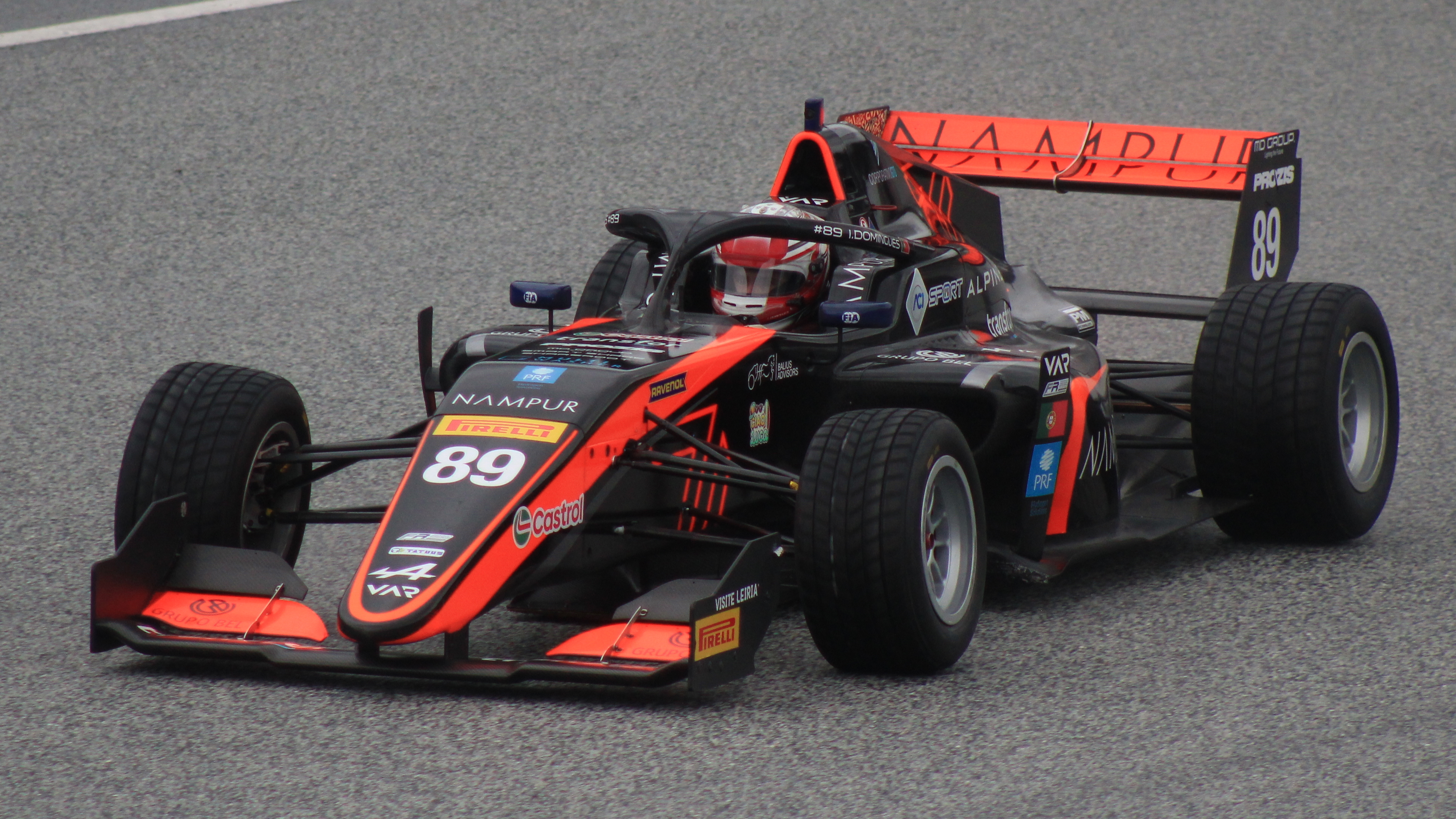
Ivan Domingues en Formule Régionale en 2024 à Spielberg.

Le Portugais reste dans le championnat pour la saison 2024, mais cette fois-ci à temps complet, toujours avec Van Amersfoort Racing. Lors de la première manche de la saison à Hockenheim, il se classe cinquième de la première course et monte pour la première fois sur le podium lors de la seconde course. Il n'inscrit aucun point lors de la deuxième manche, mais réussit à marquer des points tout au long de la suite de la saison, décrochant même un nouveau podium au Mugello. Domingues se classe dixième du championnat avec 78 points, derrière ses coéquipiers Pedro Clerot et Brando Badoer.

### Championnat de Formule 3 FIA

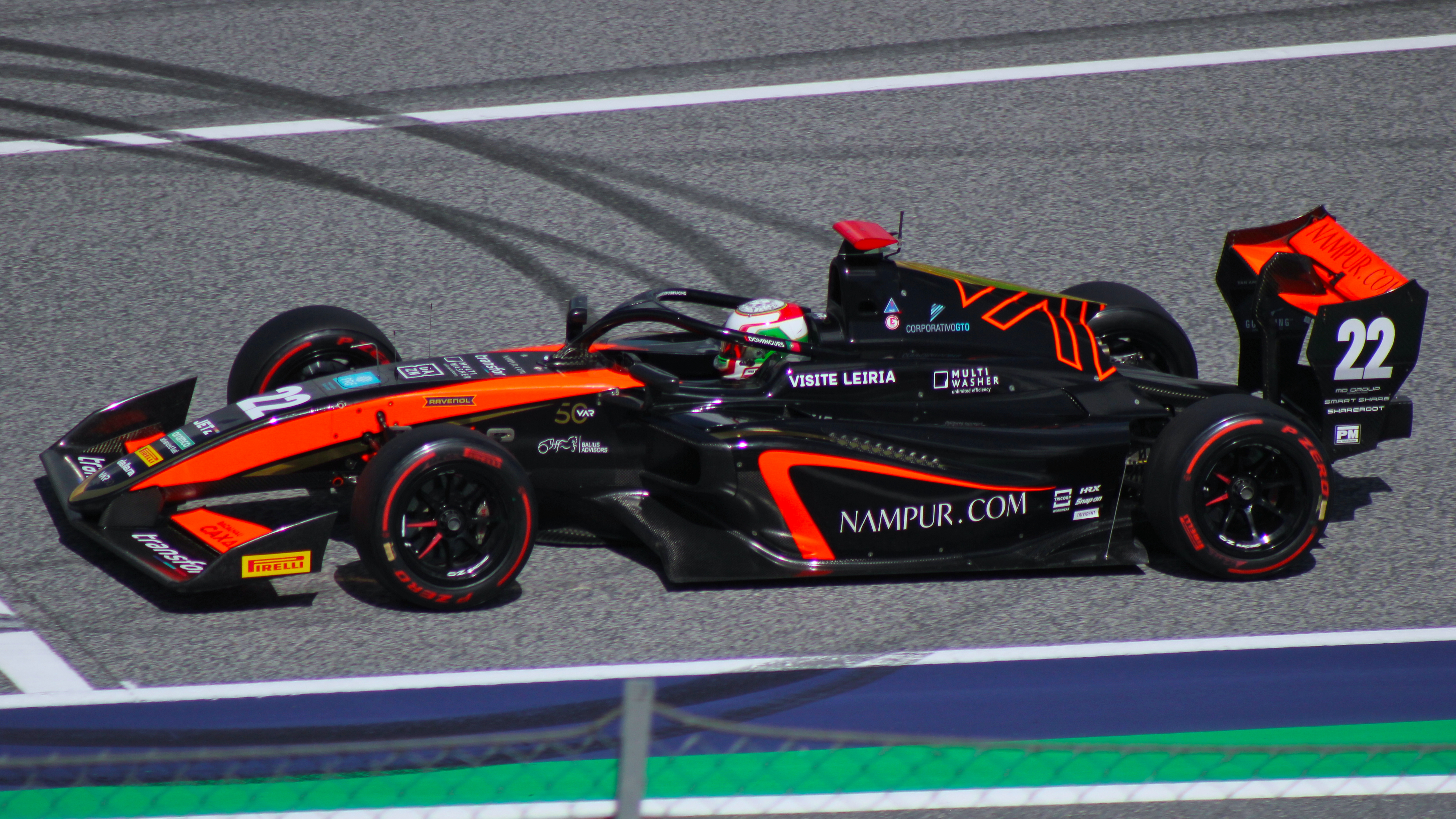
Ivan Domingues en Formule 3 FIA en 2025 à Spielberg.

Domingues rejoint le championnat de Formule 3 FIA pour la saison 2025, toujours avec Van Amersfoort Racing. Pour sa première qualification dans le championnat, il se classe  26e. Lors de la première course de la saison en Australie, il se classe 21e. Lors de la course principale, il remonte à la 19e place.
À Barcelone, le Portugais profite d'un départ chaotique lors de la course sprint pour s'emparer de la tête dès le premier tour. Il remporte finalement sa première victoire en Formule 3. Le lendemain, il termine sixième de la course principale.

## Résultats en Karting
| Saison    | Championnat                                | Ecurie                   | Position |
| --------- | ------------------------------------------ | ------------------------ | -------- |
| 2015      | Taça de Portugal de Karting — Cadetes      |                          | 6e       |
| 2016      | Trofeo Andrea Margutti — 60 Mini           |                          | 54e      |
| 2017      | WSK Champions Cup — 60 Mini                | DPK Racing               | NC       |
| 2017      | South Garda Winter Cup — Mini ROK          |                          | NC       |
| 2017      | WSK Super Master Series — 60 Mini          | DPK Racing               | NC       |
| 2017      | WSK Final Cup — 60 Mini                    | CROC PROMOTION           | 29e      |
| 2018      | IAME Winter Cup — X30 Mini                 | Dinamica Paralela        | 7e       |
| 2018      | WSK Champions Cup — 60 Mini                | CROCPROMOTION            | 31e      |
| 2018      | WSK Super Master Series — 60 Mini          | CROCPROMOTION            | 44e      |
| 2018      | WSK Open Cup — 60 Mini                     | Mad-Croc Karting         | 20e      |
| 2019      | South Garda Winter Cup — OKJ               | Mec Kart Manufacturing   | 75e      |
| 2019      | WSK Super Master Series — OKJ              | Mec Kart Manufacturing   | 48e      |
| 2019      | WSK Euro Series — OKJ                      | Mec Kart Manufacturing   | 67e      |
| 2019      | CIK-FIA European Championship — OKJ        | Mec Kart Manufacturing   | 72e      |
| 2019      | Campeonato de Portugal de Karting — Junior |                          | 2e       |
| 2019      | IAME International Final — X30 Junior      |                          | NC       |
| 2019      | WSK Open Cup — OKJ                         | Lennox Racing Team Srl   | 61e      |
| 2019      | SKUSA SuperNationals — X30 Junior          |                          | NC       |
| 2020      | South Garda Winter Cup — OKJ               | Leclerc By Lennox Racing | 74e      |
| 2020      | WSK Super Master Series — OKJ              | Leclerc By Lennox Racing | 45e      |
| 2020      | CIK-FIA European Championship — OKJ        | Leclerc By Lennox Racing | 45e      |
| 2020      | WSK Euro Series — OKJ                      | Leclerc By Lennox Racing | 34e      |
| 2020      | CIK-FIA Academy Trophy                     | Domingues, Manuel Rosa   | 20e      |
| 2020      | ROK Cup International Final — Junior ROK   |                          | 4e       |
| 2020      | Champions of the Future — OKJ              |                          | 14e      |
| 2020      | CIK-FIA World Championship — OKJ           | Leclerc By Lennox Racing | 56e      |
| 2020      | International IAME Games — X30 Junior      |                          | 35e      |
| 2021      | WSK Champions Cup — OK                     | Leclerc By Lennox Racing | NC       |
| 2021      | WSK Super Master Series — OK               | Leclerc By Lennox Racing | 34e      |
| 2021      | WSK Euro Series — OK                       | DPK Racing               | 30e      |
| 2021      | CIK-FIA European Championship — OK         | DPK Racing               | 34e      |
| 2021      | Champions of the Future — OK               |                          | 32e      |
| 2021      | CIK-FIA World Championship — OK            | DPK Racing               | 46e      |
| Sources,: |                                            |                          |          |

### Championnat d'Europe de CIK-FIA Karting
(Les courses en gras indiquent une pole position) (Les courses en Italiques indiquent un meilleur tour)
| Saison | Ecurie                     | Class | 1         | 2         | 3         | 4         | 5         | 6         | 7         | 8         | DC  | Points |
| ------ | -------------------------- | ----- | --------- | --------- | --------- | --------- | --------- | --------- | --------- | --------- | --- | ------ |
| 2019   | Mec Kart Manufacturing Srl | OKJ   | ANG QH 60 | ANG R DNQ | GEN QH 70 | GEN R DNQ | KRI QH 68 | KRI R DNQ | LEM QH 57 | LEM R DNQ | 72e | 0      |
| 2020   | Leclerc by Lennox Racing   | OKJ   | ZUE QH 32 | ZUE R 29  | SAR QH 48 | SAR R DNQ | WAC QH 64 | WAC R DNQ |           |           | 45e | 0      |
| 2021   | DPK Racing                 | OK    | GEN QH 24 | GEN R 33  | AUB QH 42 | AUB R DNQ | SAR QH 36 | SAR R 19  | ZUE QH 51 | ZUE R DNQ | 34e | 0      |

## Résultats en carrière

### Résultats en monoplace
| Saison | Championnat                                      | Écurie                | Courses | Victoires | Pole positions | Meilleurs tours | Podiums | Points | Classement |
| ------ | ------------------------------------------------ | --------------------- | ------- | --------- | -------------- | --------------- | ------- | ------ | ---------- |
| 2022   | Championnat des Émirats arabes unis de Formule 4 | Xcel Motorsport       | 20      | 0         | 1              | 0               | 2       | 39     | 16e        |
| 2022   | Championnat d'Italie de Formule 4                | Iron Lynx             | 19      | 0         | 1              | 0               | 0       | 21     | 15e        |
| 2023   | Championnat d'Italie de Formule 4                | Van Amersfoort Racing | 17      | 0         | 0              | 0               | 1       | 56     | 11e        |
| 2023   | Championnat d'Euro 4                             | Van Amersfoort Racing | 6       | 0         | 0              | 0               | 0       | 28     | 11e        |
| 2023   | Formule Régionale Europe                         | Van Amersfoort Racing | 4       | 0         | 0              | 0               | 0       | 0†     | n.c        |
| 2024   | Formule Régionale Europe                         | Van Amersfoort Racing | 20      | 0         | 0              | 0               | 2       | 78     | 10e        |
| 2025   | Formule 3 FIA                                    | Van Amersfoort Racing | 17      | 1         | 0              | 0               | 1       | 18     | 19e        |

†En tant que pilote invité, il est inéligible pour scorer.

### Championnat d'Europe de Formule Régionale
(Les courses en gras indiquent une pole position) (Les courses en Italiques indiquent un meilleur tour)
| Saison | Ecurie                | 1       | 2       | 3        | 4        | 5       | 6       | 7        | 8        | 9       | 10      | 11      | 12      | 13        | 14       | 15       | 16       | 17       | 18       | 19        | 20       | C.P | Points |
| ------ | --------------------- | ------- | ------- | -------- | -------- | ------- | ------- | -------- | -------- | ------- | ------- | ------- | ------- | --------- | -------- | -------- | -------- | -------- | -------- | --------- | -------- | --- | ------ |
| 2023   | Van Amersfoort Racing | IMO 1   | IMO 2   | CAT 1    | CAT 2    | HUN 1   | HUN 2   | SPA 1    | SPA 2    | MUG 1   | MUG 2   | LEC 1   | LEC 2   | RBR 1     | RBR 2    | MNZ 1    | MNZ 2    | ZAN 1 22 | ZAN 2 20 | HOC 1 Abd | HOC 2 16 | NC† | 0      |
| 2024   | Van Amersfoort Racing | HOC 1 5 | HOC 2 3 | SPA 1 17 | SPA 2 27 | ZAN 1 7 | ZAN 2 7 | HUN 1 10 | HUN 2 17 | MUG 1 3 | MUG 2 7 | LEC 1 4 | LEC 2 8 | IMO 1 Abd | IMO 2 16 | RBR 1 19 | RBR 2 10 | CAT 1 10 | CAT 2 10 | MNZ 1 13  | MNZ 2 15 | 10e | 78     |

†En tant que pilote invité, Domingues est inéligible aux points.

### Championnat de Formule 3 FIA
(Les courses en gras indiquent une pole position) (Les courses en Italiques indiquent un meilleur tour)
| Saison | Ecurie                | 1          | 2          | 3           | 4          | 5       | 6       | 7       | 8       | 9       | 10      | 11      | 12      | 13      | 14      | 15      | 16      | 17      | 18      | 19      | 20      | C.P  | Points |
| ------ | --------------------- | ---------- | ---------- | ----------- | ---------- | ------- | ------- | ------- | ------- | ------- | ------- | ------- | ------- | ------- | ------- | ------- | ------- | ------- | ------- | ------- | ------- | ---- | ------ |
| 2025   | Van Amersfoort Racing | MEL SPR 21 | MEL FEA 19 | BHR SPR Abd | BHR FEA 19 | IMO SPR | IMO FEA | MON SPR | MON FEA | CAT SPR | CAT FEA | RBR SPR | RBR FEA | SIL SPR | SIL FEA | SPA SPR | SPA FEA | HUN SPR | HUN FEA | MNZ SPR | MNZ FEA | 26e* | 0*     |

* Saison en cours.